# کولانکوه
کولانکوه روستایی است که در استان اردبیل،شهرستان اردبیل،بخش ثمرین قرار دارد.

## جمعیّت
بر اساس سرشماری سال ۱۳۸۵ جمعیّت این روستا ۴۱۸ نفر با ۸۷ خانوار بوده‌است.